# Stentor (mythologie)
Stentor (Στεντωρ) was in de Griekse mythologie een heraut in het Griekse leger tijdens de Trojaanse Oorlog. Hij werd vermeld door Homeros in zijn epos over de Trojaanse Oorlog, de Ilias. Volgens hem was hij geboren in Arcadië, maar volgens anderen in Thracië. Hij had een imposante stem, zo luid dat ze vijftig anderen overtrof. Hij had deze stem van Hera gekregen doordat hij zich in haar gunst had weten te werken. Met zijn stem kon hij vanop het slagveld rechtstreeks verslag uitbrengen, al roepend naar de stad. Wegens zijn luide stem konden ze hem daar goed verstaan.
Hera verscheen in de gedaante van Stentor aan de Grieken om ze op te jutten voor de strijd, nadat ze haast verslagen waren door de Trojanen onder leiding van Hector en met hulp van Ares. Hermes werd echter jaloers, aangezien hij de boodschapper der goden was. Sommigen beweren dat hij Stentors dood heeft veroorzaakt, anderen beweren dat Stentor stierf toen hij nog luider probeerde te roepen dan Hermes in een wedstrijd tegen hem.
De uitdrukking "een stentorstem hebben" is ontleend aan de Griekse heraut Stentor. Het betekent: een zeer luide stem hebben, een stem als een klok. Van Stentor komt ook de naam van dagblad de Stentor. De sleepboot Stentor (1958-1981) was een befaamde zeesleper van de rederij Bureau Wijsmuller te IJmuiden.